# L'Histoire presque vraie de Pepita la Pistolera
Pour les articles homonymes, voir Pepita (homonymie).
Pour plus de détails, voir Fiche technique et Distribution.
L'Histoire presque vraie de Pepita la Pistolera est un film uruguayen réalisé par Beatriz Flores Silva, sorti en 1993.

## Synopsis
Susana ne sait plus où trouver de l'argent pour survivre avec sa petite fille, après que son mari est hospitalisé dans un asile psychiatrique. Un jour, elle décide de cambrioler une maison de crédits, et se lance ainsi à une succession de délits similaires, croyant à chaque fois que ce sera la dernière. La presse l'appelle « Pepita la pistolera »  et la décrit comme une dangereuse délinquante alors qu'elle ne cherche qu'à résoudre des besoins de base de manière temporaire. Un jour, la TV annonce que la police a finalement attrapé  Pepita la Pistolera et montre la photo d'une pauvre femme, mère d'un bébé de six mois. Pepita décide donc d'organiser un dernier cambriolage.

## Fiche technique
- Titre français : L'Histoire presque vraie de Pepita la Pistolera
- Titre original: La historia casi verdadera de Pepita la Pistolera
- Réalisation : Beatriz Flores Silva
- Scénario : Beatriz Flores Silva, János Kovácsi et Ariel Cardarelli
- Sociétés de production : Esteban Schroeder, CEMA Uruguay, VIDEOSPOT (España)
- Producteur : Esteban Schroeder
- Directeur de la photographie : René Rojo
- Montage : Leonardo Benavidez
- Pays d'origine :  Uruguay
- Genre : Comédie dramatique
- Durée : 62 minutes
- Dates de sortie : 
  - Chili : 10 octobre 1993 (première mondiale)
  - Uruguay : 29 novembre 1993

## Récompenses
- Grand Prix PAOA TV Festival Internacional de Cine de Viña del Mar, Chili, 1993.
- Prix de la Meilleure Interprétation au Videofil de Guadalajara, Mexico, 1993.
- Prix de la Meilleure Vidéo au 10° Annual Chicago Latino Film Festival Runs, États-Unis, 1994.
- Prix de la Meilleure Vidéo de Fiction au Segundo Festival Latinoamericano de Video Rosario, Argentine, 1994.
- Premier Prix Fiction Espace Uruguay et Premier Prix Vidéo Unión Latina de video, XII Festival Cinematográfico Internacional del Uruguay, 1994.